# Casas Altas
Casas Altas (em castelhano e oficialmente) ou Cases Altes (em valenciano) é um município da Espanha na província de Valência, Comunidade Valenciana. Tem 15,9 km² de área e em 2021 tinha 132 habitantes (densidade: 8,3 hab./km²).

## Demografia
| Variação demográfica do município entre 1991 e 2004 | Variação demográfica do município entre 1991 e 2004 | Variação demográfica do município entre 1991 e 2004 | Variação demográfica do município entre 1991 e 2004 |
| --------------------------------------------------- | --------------------------------------------------- | --------------------------------------------------- | --------------------------------------------------- |
| 1991                                                | 1996                                                | 2001                                                | 2004                                                |
| 164                                                 | 165                                                 | 161                                                 | 158                                                 |